# Gustav Roeßler
Gustav Roeßler (auch Gustav Roessler oder Gustav Rößler; * 1. Februar 1869 in Berlin; † 29. Januar 1928 in Danzig) war ein deutscher Elektroingenieur und Hochschullehrer.

## Leben
Gustav Roeßler studierte in Berlin, München und Zürich und beendete sein Studium 1892 mit der Promotion. Im Jahr 1894 habilitierte er sich an der Technischen Hochschule (TH) Berlin, an deren Elektrotechnischen Institut er zuvor als Assistent gewirkt hatte. Von 1894 bis 1904 lehrte er als Privatdozent Elektrotechnik, Elektrische Bahnen und Wärmemechanik an der TH Berlin, ab 1896 mit dem Prädikat Professor. Im Jahr 1904 wechselte er an die neu gegründete Technische Hochschule Danzig, wo er Professor und Direktor des Elektrotechnischen Instituts wurde. Er starb 1928 an den Folgen einer Blinddarmentzündung.
Gustav Roeßler war Vorstandsmitglied des Vereins Deutscher Elektrotechniker (VDE). Er gehörte auch dem Verein Deutscher Ingenieure (VDI) und dem  Westpreußischen Bezirksverein des VDI an.

## Schriften (Auswahl)
- Wechselstromtechnik. Springer, Berlin 1913.
- Die Technik und der Krieg. Springer, Berlin/Heidelberg 1915.